# Kathedraal van de Ontslapenis van de Moeder Gods (Astrachan)
De Kathedraal van de Ontslapenis van de Moeder Gods (Russisch: Успенский собор) is een Russisch-orthodoxe kathedraal in het kremlin van de Russische stad Astrachan. De twee verdiepingen tellende kerk in de stijl van de Moskouse barok met vijf koepels beheerst op een verhoogd terrein het totaalbeeld van het kremlin.
De kathedraal is 75 meter hoog en heeft een oppervlakte van 1790 m². In de kerk bevindt zich het reliekschrijn van de metropoliet Joseph, de patroonheilige van Astrachan, die in 1671 werd vermoord door de opstandige Kozakken van Stenka Razin. In de benedenkerk liggen de Georgische vorsten Vachtang VI en Teimoeraz II begraven.

## Geschiedenis
Op de plaats stond reeds in 1568 een kathedraal gewijd aan het icoon van de Moeder Gods van Vladimir. In 1602 werd er voor het eerst gesproken van een Ontslapeniskathedraal op de plaats. Echter de huidige kerk dateert uit de periode 1698-1710 en is gebouwd naar een plan van de lijfeigene Dorotheus Mjakisjev. Het initiatief tot de bouw is afkomstig van metropoliet Savvatij (1683-1696). Na diens dood zette zijn opvolger metropoliet Sampson (1697-1714) het plan voort. Opstanden in 1705-1706 vertraagden de bouw voor enkele jaren. In 1708 werd de benedenkerk gewijd ter ere van het Vladimir-icoon van de Moeder Gods. Twee jaar later kon de bovenkerk worden gewijd aan de Ontslapenis van de Moeder Gods.

## Sovjetperiode
De Sovjetperiode vormt een apart hoofdstuk in de geschiedenis van de kathedraal. Al op 18 januari 1918 werd de kathedraal gesloten. Na de inbeslagneming van alle waardevolle kerkelijke goederen en wegneming van de relieken in 1922 kregen de renovationisten een leeggeroofde kerk in gebruik. In 1928 werd de kathedraal voor de eredienst gesloten en tot 1958 stond de kerk ter beschikking van het Rode Leger. De 23 meter hoge iconostase in de bovenkerk ging in 1931 geheel verloren. Vanaf de late jaren 60 vonden er restauraties plaats aan het exterieur. Daarna kreeg de kerk een museale functie.

## Heropening
In 1992 keerde de kerk terug naar de Russisch-orthodoxe Kerk. Sindsdien is de kathedraal geleidelijk gerestaureerd.